# 김태은 (아나운서)
김태은(金兌恩, 1972년 ~ )은 대한민국의 아나운서다.

## 경력
- 1994년 : KBS전주방송총국 20기 공채 아나운서

## 홍보대사
- 2013년 : 생명의 전화 홍보대사

## 수상
- 2010년 : 한국방송대상 지역 아나운서 대상수상